# Marina Ovsiánnikova
Marina Vladímirovna Ovsiánnikova (en ruso: Мари́на Влади́мировна Овся́нникова; nacida Tkachuk (Ткачу́к)) es una productora rusa de televisión, quien estuvo empleada en el Piervy Kanal («Primer canal»), el segundo canal más visto de Rusia. El 14 de marzo de 2022, ella interrumpió una emisión en directo de noticias en la televisión rusa controlada por el estado para protestar contra la invasión rusa de Ucrania, lo cual llegó a los titulares noticiosos internacionales. Fue arrestada, detenida sin acceso a su abogado, multada, y después liberada.

## Inicios
Ovsiánnikova nació en Odesa, actual Ucrania. La madre de Ovsiánnikova es rusa y su padre es ucraniano. Ovsiánnikova se graduó de la Universidad Estatal de Kuban y más tarde de la Academia Presidencial Rusa de Economía Nacional y Administración Pública. Trabajó para la Compañía estatal de televisión y radioemisora de toda Rusia (VGTRK); desde 1997, fue periodista para el canal de televisión «Kuban» (una subsidiaria regional de VGTRK). A principios de los años 2000, tras mudarse a Moscú, fue contratada para el noticiario vespertino principal Vremya, del «Primer canal». En 2002, ella dio una entrevista al sitio noticioso Yuga.ru.

## Protesta antiguerra
El 14 de marzo de 2022, durante una emisión en vivo relacionada con la invasión rusa de Ucrania en el programa noticioso vespertino Vremya, el cual tuvo millones de espectadores, Marina Ovsiánnikova apareció detrás de la presentadora, Ekatherina Andreeva, llevando un cartel que declaraba en una mezcla de ruso e inglés: "No a la guerra Detengan la guerra No crean la propaganda Aquí les están mintiendo Rusos contra la guerra". Ovsiánnikova gritó: ¡Detengan la guerra! ¡No a la guerra!.
Después de algunos segundos, la emisión se cortó y fue a un segmento grabado. Poco después de esta parte, la transmisión cambió a un programa pregrabado sobre un tema médico La grabación del programa no quedó disponible para descarga, lo cual es poco común para este canal de televisión. La protesta fue inusual ya que el programa operado por el estado no se desvía de la línea del Kremlin y los editores no les habían dicho a los espectadores anteriormente que la invasión a Ucrania es una guerra; oficialmente, el conflicto se llama "operación militar especial".

### Mensaje pregrabado
Después de la protesta al aire, la agrupación de derechos humanos rusa OVD-Info publicó un vídeo que ella había pregrabado en Telegram. Allí decía que ella estaba "avergonzada de trabajar para la propaganda del Kremlin":

Lo que está pasando en Ucrania es un crimen. Rusia es un país agresor y la responsabilidad de esta agresión recae en la conciencia de una sola persona. Esa persona es Vladimir Putin. Mi padre es ucraniano, mi madre es rusa y nunca han sido enemigos. Este collar que llevo puesto es un símbolo del hecho de que Rusia debe poner fin de inmediato a esta guerra fratricida y nuestros pueblos hermanos aún serán capaces de reconciliarse. Desafortunadamente, he pasado los últimos años trabajando para «Primer canal», haciendo propaganda del Kremlin, y estoy muy avergonzada de esto. Avergonzada de haber permitido que se transmitieran mentiras desde las pantallas de televisión. Avergonzada de haber permitido que otros zombificaran al pueblo ruso. Nos quedamos en silencio en 2014 cuando todo esto comenzó. No protestamos cuando el Kremlin envenenó a Navalny. Simplemente observamos en silencio a este régimen inhumano en acción. Y ahora el mundo entero nos ha dado la espalda. Y las próximas 10 generaciones no lavarán la mancha de esta guerra fratricida. Los rusos somos gente pensante e inteligente. Está sólo en nuestro poder el detener toda esta locura. Vayan a protestar. No le tengan miedo a nada. No pueden encerrarnos a todos.

Ovsiánnikova es la primera periodista rusa en protestar al aire, aunque 20 periodistas de RT anteriormente habían dimitido en protesta por la invasión de Rusia a Ucrania.

## Reacciones

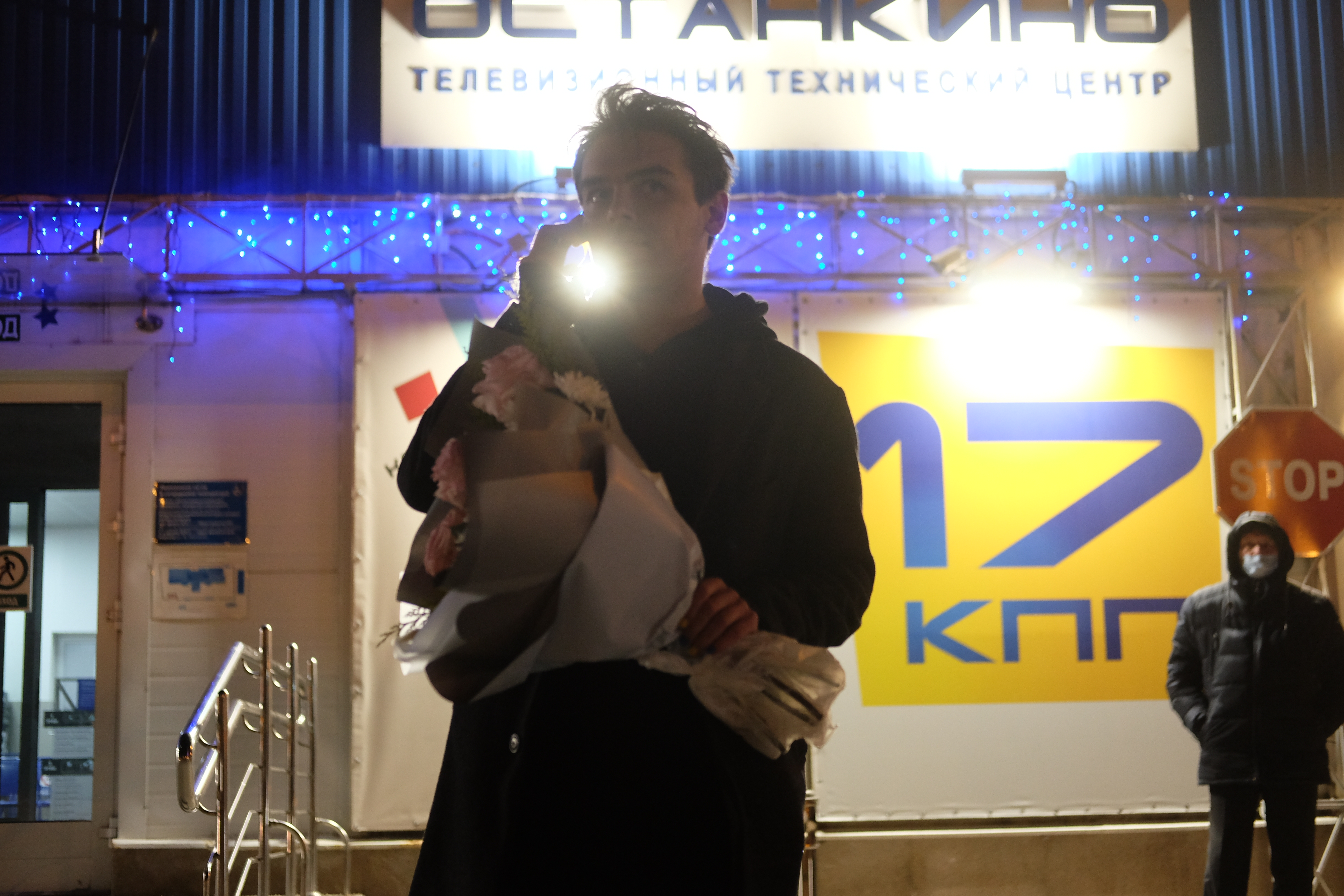
Denis Zajarov, activista antiguerra, en la noche del 15 de marzo de 2022, delante del centro televisivo Ostankino. Está esperando a la detenida Marina Ovsiánnikova para expresarle sus palabras de apoyo y darle un ramo de flores.

Después del incidente, el clip fue ampliamente difundido en redes sociales, incluyendo Facebook, Telegram y Twitter, y atrajo sustancial cobertura en medios de comunicación global.
El portavoz del Kremlin Dmitry Peskov condenó la protesta como hooliganismo.
El 15 de marzo, el presidente Zelenskyy de Ucrania le dio las gracias durante una de sus transmisiones. 
El presidente de Francia Emmanuel Macron le ofreció protección en la embajada francesa o mediante asilo político. El senador de EE. UU. Bernie Sanders alabó a Ovsiánnikova, diciendo que  mostró un valor increíble.
El político de oposición ruso Lev Schlossberg dijo "Cinco segundos de verdad pueden lavar la suciedad de semanas de propaganda." el político de oposición ruso Iliá Yashin describió a Ovsiánnikova como «heroína de Rusia».

## Consecuencias
Ovsiánnikova fue detenida por la policía rusa de acuerdo con la nueva ley y censura sobre lo que el estado ruso afirma es una operación militar especial en Ucrania y llevada a la estación de Policía Ostankino en Moscú. Su abogado no pudo contactarla o incluso localizarla por más de 12 horas. La mañana después de la emisión, su paradero era aún desconocido.
En la mañana del 15 de marzo, un posteo desde una cuenta de Twitter que utilizaba su nombre decía que ella no lamentaba nada y que estaba bajo arresto domiciliario; además, el posteo decía "pero necesito su apoyo. #DetenganLaGuerra". Se determinó que la cuenta de Twitter era falsa y fue eliminada hacia mediodía.
Más tarde el 15 de marzo, la cuenta de Twitter de Kevin Rothrock, un editor en Meduza, publicó una imagen mostrando a Ovsiánnikova en un tribunal con el abogado de derechos humanos Anton Gashinsky. Por el video publicado en Telegram Ovsiánnikova fue acusada de organizar un evento público no autorizado y multada por 30.000 rublos ($280-€255), tras lo cual fue puesta en libertad. La agencia de noticias oficial TASS informó que el Comité de Investigaciones también estaba investigando a Osianikova por cargos de difundir "información falsa" públicamente sobre la invasión a Ucrania. Bajo la nueva ley del 4 de marzo, podía ser juzgada por llamar a la invasión de Ucrania "guerra" en vez del eufemismo oficial "operación militar especial", y sentenciada hasta a 15 años de prisión.
Finalmente, el 4 de octubre de 2023, fue condenada en ausencia a ocho años y medio de prisión por difundir información falsa y contribuir al "crecimiento de la tensión social", así como a cuatro años de prohibición de publicar cualquier información en redes sociales.

## Vida personal
Hasta 2022 Ovsiánnikova vivía en Nuevo Moscú (el antiguo sector sudeste del Óblast de Moscú adjuntado a Moscú en 2012) con sus dos hijos.
Está casada con Igor Ovsiánnikov, un director televisivo de RT, pero una fuente ha informado que la pareja «se separó recientemente».